# تجاوز گروهی ۲۰۱۲ دهلی

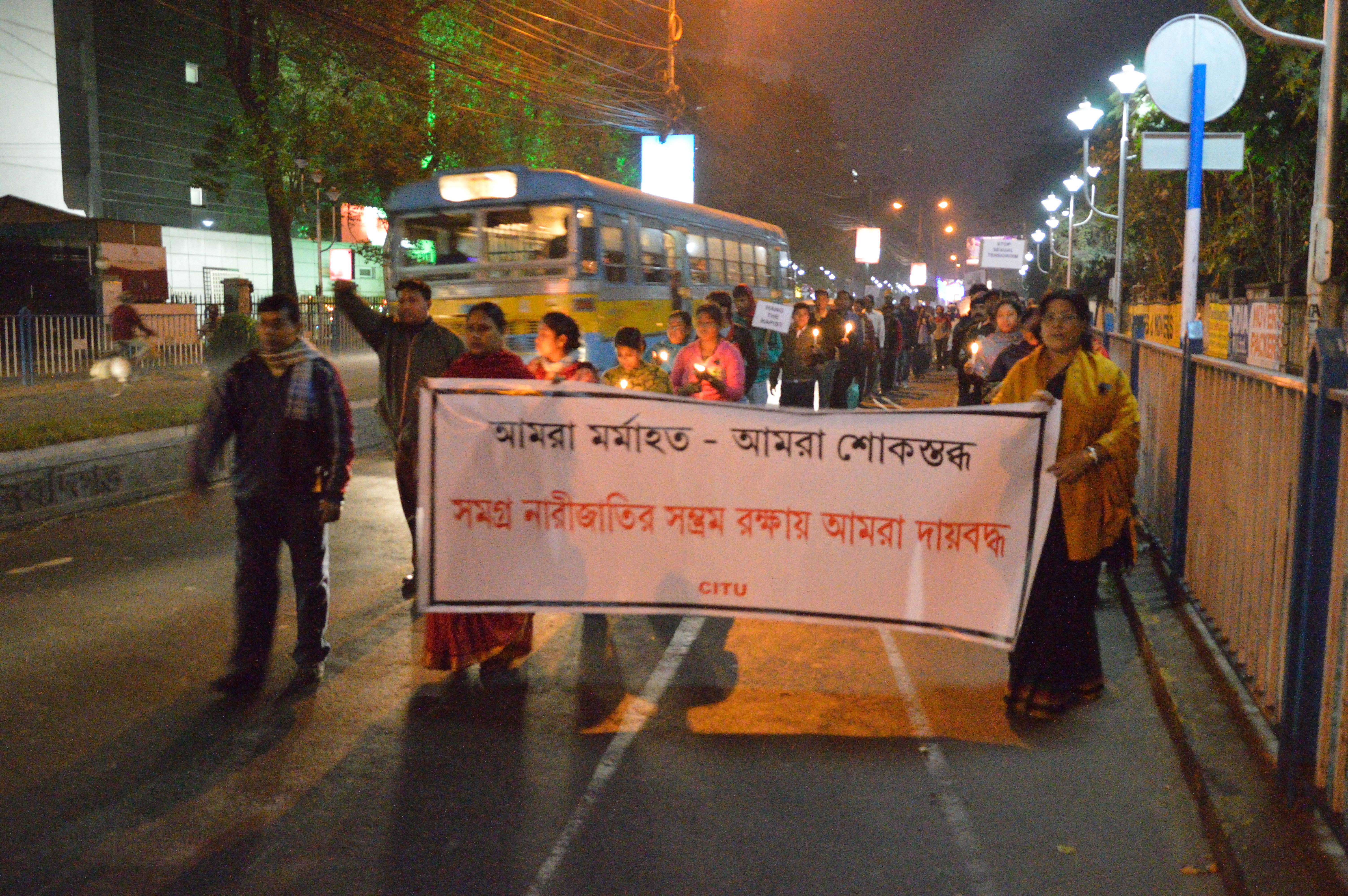
مراسم هم‌دردی مردم کلکته در اعتراض به تجاوز گروهی 2012 دهلی نو

پروندهٔ تجاوز و قتل گروهی دهلی در سال ۲۰۱۲ شامل یک تجاوز جنسی و حمله‌ای مرگ‌بار بود که در ۱۶ دسامبر ۲۰۱۲ در منیرکا، محله‌ای در جنوب غربی دهلی رخ داد. این حادثه زمانی رخ داد که جیوتی سینگ، یک کارآموز فیزیوتراپی ۲۲ ساله، در یک اتوبوس شخصی و غیردولتی که با دوست پسر خود در حال سفر بود، مورد ضرب و شتم، تجاوز گروهی و شکنجه قرار گرفت. شش نفر از جمله راننده که در اتوبوس بودند همگی به این دختر تجاوز کردند و دوستش را کتک زدند. یازده روز پس از این رخداد، او برای درمان اضطراری، به بیمارستانی در سنگاپور منتقل شد اما دو روز بعد درگذشت. این حادثه واکنش گستردهٔ ملی و بین‌المللی ایجاد کرد و به‌طور گسترده‌ای در هند و خارج از این کشور، محکوم شد. متعاقباً، اعتراضات عمومی علیه مقامات محلی و دولت هند به‌دلیل ناتوانی در تأمین امنیت کافی برای زنان در دهلی نو برگزار شد که در آن، هزاران معترض با نیروهای امنیتی درگیر شدند. تظاهرات مشابهی در شهرهای بزرگ سراسر هند نیز برگزار شد. از آن‌جایی که قوانین هند به مطبوعات اجازه نمی‌دهد نام قربانی تجاوز را منتشر کنند، قربانی به‌طور گسترده‌ای با نام نیربهایا (Nirbhaya) به معنای «بی‌باک» شناخته می‌شد و مبارزه و مرگ او به نمادی از مقاومت زنان در برابر تجاوز جنسی در سراسر جهان تبدیل شد.
همگی مظنونین، دستگیر و به تجاوز جنسی و قتل متهم شدند. یکی از متهمان، «رام سینگ»، در پی یک خودکشی احتمالی در مارس ۲۰۱۳ درحالی‌که در بازداشت پلیس بود، درگذشت. بر پایهٔ برخی گزارش‌های منتشرشده، پلیس می‌گوید رام سینگ خود را حلق‌آویز کرده‌است، اما وکلای مدافع و خانوادهٔ او ادعا می‌کنند که او به قتل رسیده‌است. سایر متهمان، به‌سرعت در دادگاه، محاکمه شدند. دادستانی هند، ارائهٔ مدارک خود را در ۸ ژوئیهٔ ۲۰۱۳ به پایان رساند. یکی از مظنونین، محمد افروز ۱۷ساله و نوجوان، در مورد تجاوز جنسی و قتل مجرم شناخته شد و با توجه به «قانون عدالت نوجوانان و اطفال هند»، به حداکثر میزان ممکن یعنی سه سال، به حبس در یک مرکز اصلاح و تربیت بزهکاران کودک و نوجوان محکوم شد. در ۱۰ سپتامبر ۲۰۱۳، چهار متهم بزرگسال باقی‌مانده - پاوان گوپتا، وینای شارما، آکشای تاکور و موکش سینگ (برادر رام سینگ) - به اتهام تجاوز جنسی و قتل مجرم شناخته شدند و سه روز بعد، به اعدام محکوم شدند. در جلسهٔ رسیدگی به درخواست تجدیدنظر محکومان در ۱۳ مارس ۲۰۱۴، دادگاه عالی دهلی نیز حکم مجرم بودن و احکام اعدام آن‌ها را تأیید کرد. در ۱۸ دسامبر ۲۰۱۹، دادگاه عالی هند آخرین درخواست‌های بخشش مجرمان محکوم را رد کرد. چهار محکوم، در ۲۰ مارس ۲۰۲۰ اعدام شدند.
یک مستند از بی‌بی‌سی با عنوان دختر هند بر اساس این حمله در ۴ مارس ۲۰۱۵ در بریتانیا پخش شد. فیلم آناتومی خشونت ساختهٔ دیپا مهتا، فیلمساز هندی-کانادایی در سال ۲۰۱۶ نیز بر اساس این رخداد ساخته شد و ارزش‌های اجتماعی در جامعهٔ هند و ریشهٔ این‌گونه حوادث را بررسی کرده‌است. سریال تلویزیونی ۲۰۱۹ نتفلیکس جنایات دهلی بر اساس جستجوهای پلیس دهلی برای یافتن مقصران این پرونده ساخته شده‌است.

## شرح حادثه
جیوتی سینگ پندی، دختری ۲۳ ساله و دانشجوی رشتهٔ فیزیوتراپی بود که پس از تماشای فیلم زندگی پی در سینما، در روز ۳ دی ۱۳۹۱، به همراه دوست خود، سوار یک اتوبوس غیردولتی می‌شود و مورد حملهٔ ۵ مسافر مست و رانندهٔ اتوبوس قرار می‌گیرد. این ۶ نفر که یکی از آن‌ها یک پسر ۱۷ ساله بوده، همراه با رانندهٔ اتوبوس به مدت یک ساعت به این دختر جوان تجاوز می‌کنند و او و پسر همراه او را مورد ضرب و شتم و شکنجه قرار می‌دهند. آن‌ها وی را همراه با پسری که همراهش بوده، با میلهٔ آهنی کتک می‌زنند و آن‌ها را از اتوبوس در حال حرکت، به بیرون پرت می‌کنند. دقایقی بعد، یک عابر پیاده آن‌ها را پیدا کرده و پس از تماس با پلیس، آن‌ها را به بیمارستان منتقل کرد. ورود میلهٔ زنگ‌زده به درون بدن جیوتی، باعث آسیب گسترده و شدید به اعضای داخلی بدن، از جمله روده و دستگاه تناسلی او شده و خون‌ریزی داخلی و عفونت، در نهایت باعث مرگ این دختر جوان در ۲۹ دسامبر ۲۰۱۲ شد.

## واکنش‌ها پس از حادثه
- خانوادهٔ جویتی سینگ پندی خواستار اعدام تمامی عاملان تجاوز به دخترشان شدند.[۲۳]
- پس از اعلام مرگ قربانی، هزاران نفر در خیابان‌های هند بر ضد تجاوز و علیه بی‌کفایتی دولت و پلیس دهلی تظاهرات کردند. این روز در هند «شنبهٔ سیاه» نام گرفت. نیروهای پلیس از ۲۹ دسامبر در دهلی، پایتخت هند کنترل امنیتی سختی اعمال کردند.[۲۰][۲۴]
- سونیا گاندی، رهبر حزب حاکم کنگره در سخنانی خواستار «شدیدترین اقدامات» برای جلوگیری از اینگونه حوادث شد.[۲۵]
- سه هفته پس از وقوع حادثه، دوست پسر همراه دختر کشته شده با کانال تلویزیونی زی نیوز گفتگو کرده و حادثه را شرح داد. ساق پای او نیز شکسته و روی صندلی چرخدار نشسته بود. وی از بی اعتنایی رهگذران و خودروها و بی‌مسئولیتی مأموران پلیس حاضر در محل گله کرد. پس از این مصاحبه پلیس هند اعلام کرد علیه مسئولان این کانال تلویزیونی به اتهام «افشای هویت طرفین دعوا» شکایت می‌کنند. پلیس هند همچنین تمام اتهامات این شاهد عینی به مأموران پلیس را رد کرد.[۲۶]

## محاکمهٔ عاملان
اولین جلسهٔ دادگاه متهمان پروندهٔ این تجاوز در ۱۸ دی ۱۳۹۱ تحت تدابیر شدید امنیتی و به دور از چشم دوربین‌ها برگزار شد. این متهمان در حالی در دادگاه حاضر شدند که در ابتدا هیچ وکیلی حاضر به دفاع از آن‌ها نشده بود و دو تن از آن‌ها برای آن‌که حکم اعدام دریافت نکنند، حاضر به اعتراف علیهٔ دیگر متهمان شده بودند.